# A Natureza das Coisas Invisíveis
A Natureza das Coisas Invisíveis é um futuro filme de drama brasileiro-chileno dirigido por Rafaela Camelo, com estreia prevista para 27 de novembro de 2025 dentro da iniciativa Sessão Vitrine Petrobras. A produção é da Moveo Filmes e o longa foi selecionado para o 53º Festival de Cinema de Gramado, onde disputa o Kikito, o principal prêmio da mostra competitiva nacional.

## Sinopse
Glória, de 10 anos, passa as férias no hospital onde sua mãe trabalha como enfermeira. Lá, conhece Sofia, uma menina que acredita que o agravamento da saúde de sua bisavó é causado pela internação. Unidas pela vontade de escapar daquela realidade, elas constroem uma amizade intensa. Quando a despedida se aproxima, as duas meninas e suas mães seguem para um refúgio no interior de Goiás, onde vivem os últimos dias de um verão inesquecível.

## Elenco
- Laura Brandão
- Serena
- Camila Márdila
- Larissa Mauro
- Aline Marta Maia
- Isabella Baroz

1. ↑  Redação. «A Natureza das Coisas Invisíveis». AdoroCinema. Consultado em 10 de julho de 2025
2. ↑  Redação. «Crítica – A Natureza das Coisas Invisíveis (2025)». Meio Amargo. Consultado em 10 de julho de 2025
3. ↑  Redação. «A Natureza das Coisas Invisíveis ganha trailer exclusivo antes da estreia em Berlim». Omelete. Consultado em 10 de julho de 2025
4. ↑  Redação. «Festival de Berlim seleciona filme brasileiro 'A Natureza das Coisas Invisíveis'». Controle – O La Serra Gaúcha. Consultado em 10 de julho de 2025
5. ↑  Redação. «Filme brasiliense 'A Natureza das Coisas Invisíveis' chega ao Festival de Berlim». Jornal de Brasília. Consultado em 10 de julho de 2025